# Località montana di Chengde

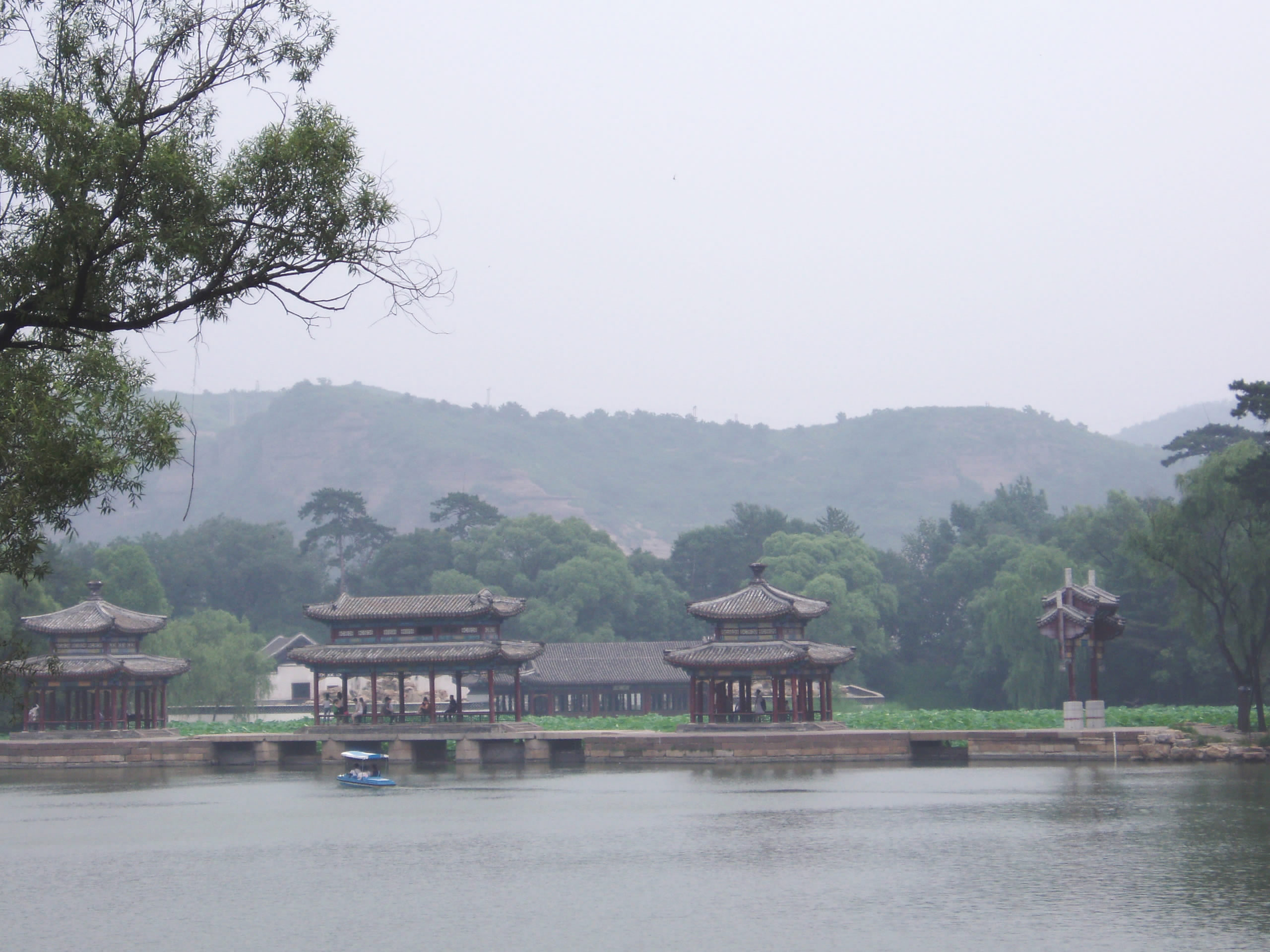
Un panorama della località montana di Chengde

La località montana di Chengde (in cinese: 避暑山莊T, 避暑山庄S, Bìshǔ ShānzhuāngP, lett. "luogo di soggiorno montano per evitare il caldo"; in manciù: Halhūn be jailara gurung), chiamata anche Ligong (離宮T, 离宫S, LígōngP), un palazzo estivo della Dinastia Qing, è il più grande giardino imperiale che esista al mondo, situato nella provincia dello Hebei, in Cina.
Tutto questo complesso venne costruito fra il 1703 e il 1792, durante un lasso di tempo di ben 89 anni. Esso si estende su una superficie di 5,6 chilometri quadrati, cioè circa metà dell'area urbana di Chengde. Si tratta di un vastissimo complesso di palazzi ed edifici amministrativi e cerimoniali. I giardini imperiali e vari templi di diversi stili architettonici si fondono armoniosamente in un paesaggio di laghi, prati e foreste. Oltre al suo interesse puramente estetico, questo luogo riveste anche un interesse storico.
Gli imperatori Kangxi, Qianlong e Jiaqing erano soliti passare vari mesi l'anno in questi palazzi, per sfuggire al caldo della capitale Pechino; per questa ragione, la parte meridionale (dove si trovano i palazzi) venne progettata per assomigliare alla Città proibita. Questa zona consisteva di due parti: in quella anteriore l'imperatore riceveva gli ufficiali, i nobili e gli ambasciatori stranieri; in quella posteriore invece si trovavano le stanze della famiglia reale.
Molti luoghi del giardino imperiale vennero copiati da attrazioni naturalistiche sparse per tutta la Cina, come per esempio le praterie della Mongolia o gli edifici della Cina meridionale. La temperatura media della Località montana è 3 gradi più bassa di quella della stessa città di Chengde.
Nel dicembre del 1994 questa località venne inserita nell'elenco dei Patrimoni dell'umanità dell'UNESCO.